# Papp Zoltán (politikus)
Tyuskai és bilkei Papp Zoltán (Pest, 1862. március 1. – Budapest, 1919. december 31.) ügyvéd, országgyűlési képviselő, költő, író, dalszerző, a Petőfi Társaság tagja.

## Élete
Papp Béla földbirtokos fia. középiskoláit Szegeden, Nagybányán, Rozsnyón és Szatmáron, a jogot Budapesten végezte. Szegeden hivataloskodott, majd a fővárosba tette át lakását, ahol szintén a tisztviselői pályán működött. Az 1890-es évek elején ügyvédi vizsgát tett és Budapesten ügyvédi irodát nyitott. Politikai szereplése visszanyúlik már egyetemi éveire, amikor 1889-ben a véderő vita idejében a véderőtörvényjavaslat ellen szervezett országos ifjúsági mozgalomnak élén állott. Képviselőjelöltül már 1896-ban Tordán függetlenségi programmal fellépett, de kisebbségben maradt. 1901-ben az általános választások alkalmával a tiszalöki (Szabolcs megye) kerület Korniss Ferenc szabadelvű volt képviselővel szemben megválasztotta. A függetlenségi Kossuth-párt jegyzője és a képviselőházban a mentelmi bizottság tagja volt. 1904-től a Petőfi Társaság tagja. Életének önkezével vetett véget.
A magyar dalszerzés iránt is nagy hajlamot érezvén a dalszerzés terére is lépett, melyen hamar népszerű lett és dalai, melyekben eredeti fordulatok és igaz magyaros érzület nyilatkozik, hamar elterjedtek. Első nagyobb sikerű dalát: Iszogatok, dalolgatok id. Ábrányi Kornél harmonizálása és letétele mellett bocsátotta közre és ezután különféle kiadóknál számos kedvelt és keresett népdala forgott közkézen, melyeknek nemcsak dallamait, hanem szövegeit is maga írta; ilyenek: “Rám se nézett, mikor én őt megláttam”, “Nem fuj a szél, nem forog a dorozsmai szélmalom”, mintegy ötven füzet dalt adott ki.
Költeményei a Képes Családi Lapokban (1885-88., 1890); az Ország-Világban (1894-97., 1900) sat.

## Munkái
- Előre. Költeményfüzér Toth Kálmán szobor-alap javára szerkesztette. Szatmár, 1883. (Saját költeményein kívül mások költeményeivel együtt).
- Papp Zoltán költeményei. Szeged, 1886.
- Muzsikaszó. Versek, Budapest, 1911.
- Requiem. Versek, Budapest, 1918.

Országgyűlési beszédei a Naplókban vannak. 